# Tulbing
Tulbing ist eine Marktgemeinde mit 3299 Einwohnern (Stand 1. Jänner 2025) im Bezirk Tulln in Niederösterreich.

## Geografie
Tulbing liegt im Bundesland Niederösterreich. Die Fläche der Marktgemeinde umfasst 18,36 Quadratkilometer, davon sind 38,61 Prozent bewaldet.
Tulbing erstreckt sich vom nördlichen Abhang des Wienerwaldes bis ins Tullnerfeld. Verkehrsmäßig ist die Gemeinde über Wien West/Mauerbach oder über Wien/Heiligenstadt und Klosterneuburg gut erreichbar.
Die Bezirkshauptstadt Tulln an der Donau liegt in ca. 6 km Entfernung. Von Tulln aus besteht eine sehr gute Eisenbahnverbindung nach Wien.
Tulbing hat sich in den letzten Jahrzehnten von einer ländlichen Gemeinde zu einer begehrten Wohngemeinde im Wiener Umland entwickelt.
Charakteristisch für die Gemeinde sind Weinbau, Sonnenblumen und die Bezeichnung als „Fragnerlandl“. Nach Aufzeichnungen im Bistum Passau wurde der Tulbinger Wein zur Lieferung an den päpstlichen Hof in Rom ausgewählt.
Ein großer Speicherturm für Getreide eines lokalen Unternehmens ist von Weitem her sichtbar und prägt das Ortsbild von Tulbing.
Im Gemeindegebiet entspringt der Mauerbach. Durch den Ort fließt der Altbach, der unterhalb von Tulbing im Tullnerfeld zum Hauptgraben wird und über den Altarm Bie in die Donau mündet. Von Südosten münden die Wienerwaldbäche Rachlbach / Weingraben (Wilfersdorf), Halterbach / Jammerbach (Katzelsdorf) und Tulbinger Bach (Tulbing) in den Altbach.

### Gemeindegliederung
Das Gemeindegebiet umfasst folgende fünf Ortschaften (in Klammern Einwohnerzahl Stand 1. Jänner 2025):
- Chorherrn (187)
- Katzelsdorf (1013), zur Zeit der Selbständigkeit als Gemeinde auch Katzelsdorf am Wienerwald genannt,[5] um es von Katzelsdorf an der Leitha unterscheiden zu können
- Tulbing (1099) samt Passauerhof
- Tulbingerkogel (262)
- Wilfersdorf (738)

Die Gemeinde besteht aus den Katastralgemeinden Chorherrn, Katzelsdorf an der Zeil, Katzelsdorf im Dorf, Tulbing und Wilfersdorf.

### Nachbargemeinden
|                  | Tulln an der Donau                          |                |
| Sieghartskirchen | Kompassrose, die auf Nachbargemeinden zeigt | Königstetten   |
|                  | Gablitz (PL)                                | Mauerbach (PL) |

## Geschichte

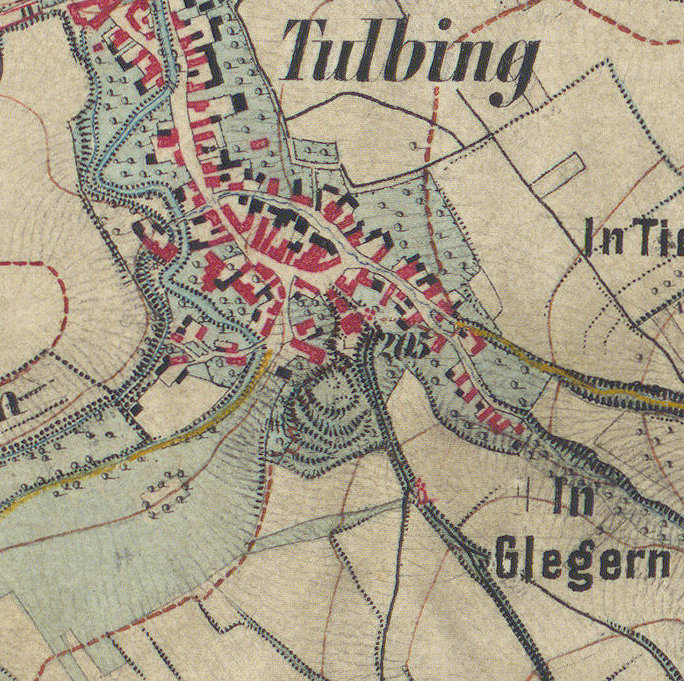
Schlossberg Tulbing, 3. Landesaufnahme um 1872

Im Jahre 1109 wurde erstmals der Name Tulpingun urkundlich erwähnt. Die Burg Tulbing befand sich auf einer Anhöhe 100 m südöstlich der Pfarrkirche. Der Burghügel wurde westlich und südlich von einem Graben begrenzt, südwestlich könnte noch ein weiterer vorgelagerter Graben in Frage kommen. Nördlich setzt sich das Gelände bis zur Kirche fort, östlich ist das Areal durch einen markanten Straßengraben begrenzt. Das Zentrum des Schlossbergs wird von einem etwa 60 mal 60 m großen Plateau bekrönt, auf dem sich heute mehrere Häuser befinden.
Durch die Erste Wiener Türkenbelagerung 1529 wurde der Ort Tulbing verwüstet. Auch die Zweite Wiener Türkenbelagerung 1683 richtete großen Schaden, vor allem an den Kirchen der Pfarrgemeinden an.
Die Tulbinger Burg wurde durch das Erdbeben von Neulengbach 1590 zerstört.
Mit 1. Jänner 1971 wurden im Zuge der Niederösterreichischen Kommunalstrukturverbesserung die bis dahin selbständigen Gemeinden Chorherrn und Katzelsdorf am Wienerwald nach Tulbing eingemeindet.

### Einwohnerentwicklung
| Tulbing: Einwohnerzahlen von 1869 bis 2025          | Tulbing: Einwohnerzahlen von 1869 bis 2025 | Tulbing: Einwohnerzahlen von 1869 bis 2025 | Tulbing: Einwohnerzahlen von 1869 bis 2025 | Tulbing: Einwohnerzahlen von 1869 bis 2025 |
| --------------------------------------------------- | ------------------------------------------ | ------------------------------------------ | ------------------------------------------ | ------------------------------------------ |
| Jahr                                                |                                            |                                            |                                            | Einwohner                                  |
| 1869                                                | 1869                                       |                                            | 1.620                                      | 1.620                                      |
| 1880                                                | 1880                                       |                                            | 1.699                                      | 1.699                                      |
| 1890                                                | 1890                                       |                                            | 1.671                                      | 1.671                                      |
| 1900                                                | 1900                                       |                                            | 1.685                                      | 1.685                                      |
| 1910                                                | 1910                                       |                                            | 1.566                                      | 1.566                                      |
| 1923                                                | 1923                                       |                                            | 1.467                                      | 1.467                                      |
| 1934                                                | 1934                                       |                                            | 1.424                                      | 1.424                                      |
| 1939                                                | 1939                                       |                                            | 1.429                                      | 1.429                                      |
| 1951                                                | 1951                                       |                                            | 1.386                                      | 1.386                                      |
| 1961                                                | 1961                                       |                                            | 1.314                                      | 1.314                                      |
| 1971                                                | 1971                                       |                                            | 1.433                                      | 1.433                                      |
| 1981                                                | 1981                                       |                                            | 1.755                                      | 1.755                                      |
| 1991                                                | 1991                                       |                                            | 2.250                                      | 2.250                                      |
| 2001                                                | 2001                                       |                                            | 2.534                                      | 2.534                                      |
| 2011                                                | 2011                                       |                                            | 2.896                                      | 2.896                                      |
| 2021                                                | 2021                                       |                                            | 3.155                                      | 3.155                                      |
| 2025                                                | 2025                                       |                                            | 3.299                                      | 3.299                                      |
| Quelle(n): Statistik Austria, Gebietsstand 1.1.2021 |                                            |                                            |                                            |                                            |

## Kultur und Sehenswürdigkeiten

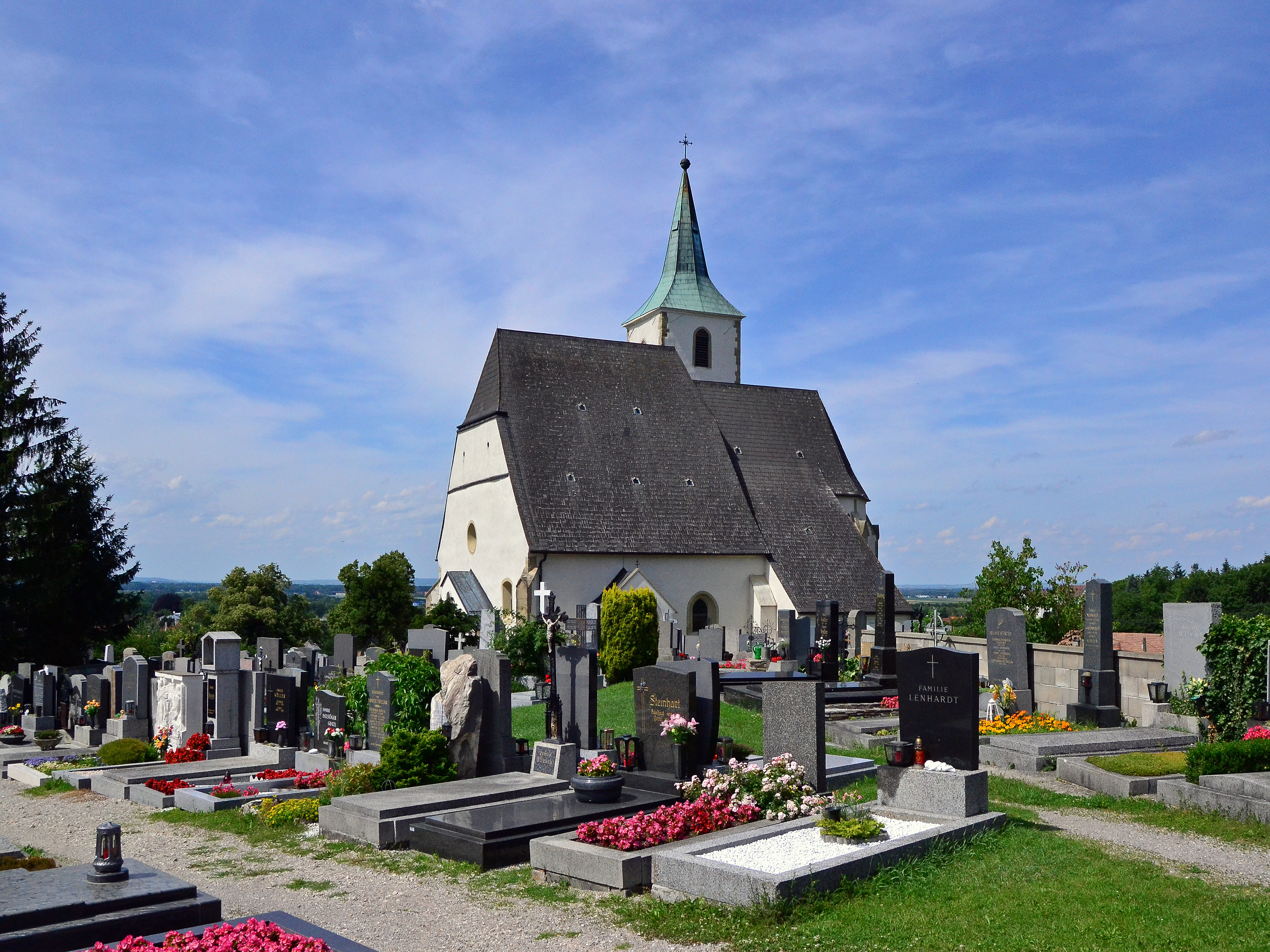
Pfarrkirche Tulbing

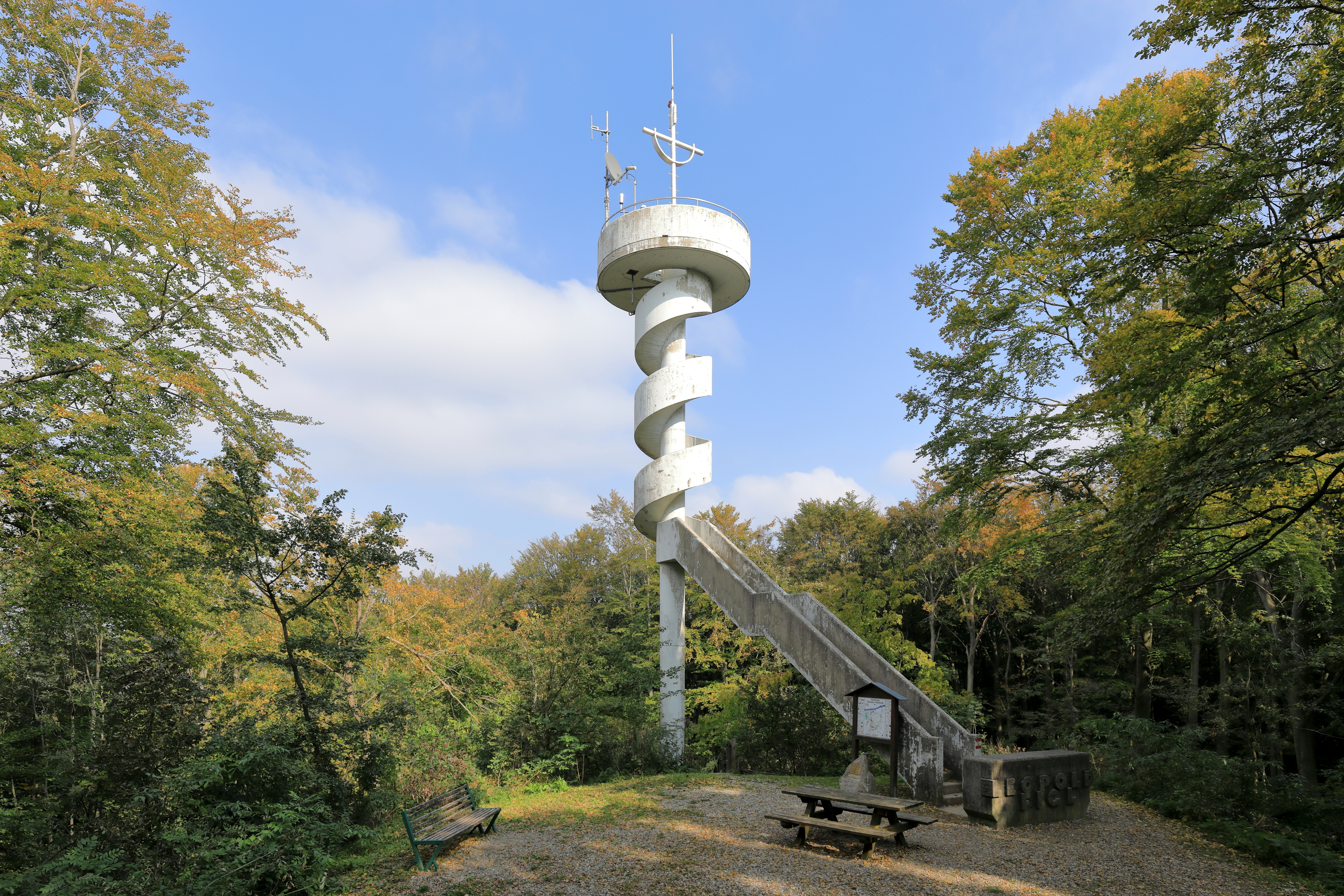
Leopold-Figl-Warte

- Schloss Tulbing: Zurückgehend auf das Jahr 1109. Ab 1683 bauliche Veränderungen. Beherbergt heute ein Reitsportzentrum und ein Café-Restaurant.
- Katholische Pfarrkirche Tulbing hl. Mauritius: Die große Pfarrkirche befindet sich im Südosten des Ortes und ist vom Friedhof und einer Umfassungsmauer umgeben. Sie wurde erhöht auf einer Erhebung 1489 als eine dreichörige gotische Wehrkirche errichtet und von 1700 bis 1702 barockisiert. Bemerkenswert ist der Hochaltar von 1760 mit einem Bild von Josef von Mölk von 1788. Die Kirchenstiege säumen fünf mehrfigurige barocke Skulpturengruppen aus dem Jahr 1735.
- Katholische Pfarrkirche Chorherrn hl. Ägidius
- Leopold-Figl-Warte: Der Aussichtsturm, 1966/1967 nach Plänen von Architekt Clemens Holzmeister erbaut, befindet sich auf dem 494 Meter hohen Tulbinger Kogel.

### Regelmäßige Veranstaltungen
Jeden Herbst findet ein Wandertag der Volksschule mit anschließendem Bauernmarkt statt. Außerdem werden zu Muttertag und Weihnachten Aufführungen der Volksschule im Veranstaltungszentrum (VAZ) dargeboten.
Die Feuerwehren der Gemeinde veranstalten in den Sommermonaten alljährlich Feuerwehrfeste. Während die FF Katzelsdorf am ersten Wochenende im Juli ihr Fest ausrichtet, kann man jene der Feuerwehren Wilfersdorf und Tulbing Ende Juli bzw. Mitte August besuchen.

## Wirtschaft und Infrastruktur
Nichtlandwirtschaftliche Arbeitsstätten gab es im Jahr 2001 105, land- und forstwirtschaftliche Betriebe nach der Erhebung 1999 46. Die Zahl der Erwerbstätigen am Wohnort betrug nach der Volkszählung 2001 1135. Die Erwerbsquote lag 2001 bei 45,97 Prozent.
In der Gemeinde werden folgende Einrichtungen angeboten:
- 2 Kindergärten mit insgesamt 6 Gruppen und 7-klassige Volksschule im Ort
- Röm.-kath. Pfarrkirchen in Tulbing und Chorherrn
- 4 Freiwillige Feuerwehren mit rund 130 aktiven Mitgliedern
- Sportplatz
- Öffentliche Wasserversorgung im gesamten Gemeindegebiet
- Abwasserentsorgungsanlage seit 2006 fertiggestellt, 100 % der Haushalte sind derzeit an das öffentliche Kanalnetz angeschlossen
- Verbandskläranlage in der Nachbargemeinde Königstetten
- Straßennetz: Infolge der offenen Siedlungsentwicklung der vergangenen drei Jahrzehnte sehr weitläufiges Gemeindestraßennetz (130 Straßen, ca. 41 km)

In den Ortschaften gibt es auch zahlreiche Heurigen-Betriebe, die zum Teil ganzjährig geöffnet haben.

## Politik

### Gemeinderat
Bis zur Gemeinderatswahl 2025 hatte der Gemeinderat 21 Mitglieder, seit dem 26. Jänner 2025 beträgt die Anzahl der Mitglieder 23.
- Mit den Gemeinderatswahlen in Niederösterreich 1990 hatte der Gemeinderat folgende Verteilung: 12 ÖVP, 6 SPÖ und 3 FPÖ.
- Mit den Gemeinderatswahlen in Niederösterreich 1995 hatte der Gemeinderat folgende Verteilung: 13 ÖVP, 5 SPÖ, 2 FPÖ und 1 LIF.[8]
- Mit den Gemeinderatswahlen in Niederösterreich 2000 hatte der Gemeinderat folgende Verteilung: 12 ÖVP, 6 SPÖ, 2 FPÖ und 1 BF–Bürgerforum.[9]
- Mit den Gemeinderatswahlen in Niederösterreich 2005 hatte der Gemeinderat folgende Verteilung: 13 ÖVP, 7 SPÖ und 1 BF–Bürgerforum.[10]
- Mit den Gemeinderatswahlen in Niederösterreich 2010 hatte der Gemeinderat folgende Verteilung: 14 ÖVP, 4 SPÖ, 2 BF–Bürgerforum und 1 FPÖ.[11]
- Mit den Gemeinderatswahlen in Niederösterreich 2015 hatte der Gemeinderat folgende Verteilung: 14 ÖVP, 4 SPÖ, 2 BF–Bürgerforum und 1 FPÖ.[12]
- Mit den Gemeinderatswahlen in Niederösterreich 2020 hat der Gemeinderat folgende Verteilung: 14 ÖVP, 4 SPÖ, 1 NEOS, 1 BF–Bürgerforum und 1 FPÖ.[13]
- Mit den Gemeinderatswahlen in Niederösterreich 2025 hat der Gemeinderat folgende Verteilung: 14 ÖVP, 4 SPÖ, 4 FPÖ und 1 BF (Bürgerforum).[14]

### Bürgermeister
- 1965–1995 Karl Mocker
- 1995–2014 Eduard Eckerl (ÖVP)[15]
- 2014–2022 Thomas Buder (ÖVP)[16]
- seit 2022 Anna Haider (ÖVP)[17]

### Wappen
Die Markterhebung der Gemeinde Tulbing erfolgte durch Landeshauptmann Erwin Pröll am 14. Juli 1996.
Blasonierung des Tulbinger Marktwappens: „Ein schräglinks geteilter Schild, oben in Gold ein rotes Mauritiuskreuz, unten in Grün eine goldene Sonnenblume“.
Der hl. Mauritius ist der Patron der Tulbinger Kirche. Die Sonnenblume symbolisiert den Wandel der Landwirtschaft zu alternativen Kulturen. Die schräge Teilung deutet den Abhang des Wienerwaldes an.

## Persönlichkeiten
Söhne und Töchter der Gemeinde
- Thomas Aschbrenner (1712–1789), Gelegenheitsdichter
- Leopold Guggenberger (1918–2017), Politiker
- E. A. Richter (* 1941), bildender Künstler und Autor